# Мегалодон (двустворчатый моллюск)
Мегалодон (лат. Megalodon) — вымерший род двустворчатых моллюсков, которые жили от Девона до Юры. Однако неясно, действительно ли все окаменелости, отнесенные к мегалодонам того периода времени, принадлежат к одному и тому же роду. Юрские родственники мегалодона, такие как Pachyrisma grande, были тесно связаны с рудистами (Hippuritoida).

## Виды
- †Megalodon abbreviatus
- †Megalodon cassianus
- †Megalodon hungaricum
- †Megalodon klipsteinii
- †Megalodon longjiangensis
- †Megalodon rostratiforme
- †Megalodon yanceyi

## Распространение
Окаменелости мегалодона были найдены в отложениях нескольких периодов:
Девон
Австрия, Канада (Альберта), Германия и Италия.
Пермь
Китай и Малайзия.
Триас
Болгария, Колумбия, Венгрия, Италия, Сербия и Черногория и Объединенные Арабские Эмираты.
Юра
Италия и Марокко.